# وودلندز دورست
وودلندز دورست (به انگلیسی: Woodlands) یک روستا و محله مدنی در بریتانیا است که در East Dorset واقع شده‌است. وودلندز دورست ۵۲۲ نفر جمعیت دارد.